# Køkkenmødding von Fanore
Mit dem Køkkenmødding von Fanore beim Küstenort Fanore (englisch Fanore midden) im Burren im County Clare in Irland wurde ein mehr als 6000 Jahre alter Wohnplatz ausgegraben, der zugleich den Beleg für eine bronzezeitliche Katastrophe lieferte. Der Køkkenmødding (englisch Shell midden) wurde 2008 von Elaine O’Malley entdeckt. 
Neben dem Schalenmaterial von Muscheln, Nackt-, Purpur- und Uferschnecken fand sich ein Kochbereich, in dem Jäger und Sammler die Muscheln zubereiteten. Er enthielt außerdem Steinwerkzeuge, darunter zwei Äxte. Die Kochstellen aus der Mittelsteinzeit wurden bis ins Mittelalter und in die frühe Neuzeit verwendet.
Archäologen haben Belege dafür gefunden, dass in einer der ältesten in Irland ausgegrabenen Siedlungen vor mehr als 6000 Jahren im Burren Menschen vor der Landwirtschaft lebten. Die Radiokohlenstoffdatierung des Køkkenmødding von Fanore hat gezeigt, dass sie mindestens 6000 Jahre alt ist – Hunderte von Jahren älter als der nahe gelegene Poulnabrone-Dolmen. 
Die Ausgrabung am Strand bei Trawvealacalaha etwa 0,5 km südlich von Fanore im Jahre 2009 lieferte eine etwa 5 bis 7 cm starke lineare schwarze Schicht aus organischem Material, von der die Archäologen glauben, sie könne von einem Tsunami stammen der die Küste traf. Die Substanz zerfällt, wenn sie mit Luft in Kontakt kommt. 